# Dundalk Football Club 2024
Questa voce raccoglie le informazioni riguardanti il Dundalk Football Club nelle competizioni ufficiali della stagione 2024.

## Maglie e sponsor
Per la stagione 2024, lo sponsor ufficiale sulle divise è stato 888casino, mentre lo sponsor tecnico è stato Playr-Fit.
| Casa | Trasferta | Terza divisa |  |

## Rosa
| N. |                        | Ruolo | Calciatore        |
| -- | ---------------------- | ----- | ----------------- |
| 0  | Irlanda (bandiera)     | P     | Sean Molloy       |
| 1  | Scozia (bandiera)      | P     | Ross Munro        |
| 3  | Scozia (bandiera)      | D     | Jamie Walker      |
| 4  | Irlanda (bandiera)     | D     | Andy Boyle        |
| 6  | Paesi Bassi (bandiera) | C     | Koen Oostenbrink  |
| 7  | Irlanda (bandiera)     | A     | Daryl Horgan      |
| 8  | Irlanda (bandiera)     | C     | Robbie Benson     |
| 9  | Scozia (bandiera)      | A     | Jamie Gullan      |
| 10 | Irlanda (bandiera)     | A     | Robbie Mahon      |
| 11 | Irlanda (bandiera)     | A     | Ryan O'Kane       |
| 13 | Inghilterra (bandiera) | D     | Zak Johnson       |
| 14 | Scozia (bandiera)      | A     | Cameron Elliott   |
| 15 | Irlanda (bandiera)     | D     | Mayowa Animasahun |
| 17 | Irlanda (bandiera)     | C     | Dara Keane        |
| 18 | Scozia (bandiera)      | C     | Josh O'Connor     |
| 19 | Irlanda (bandiera)     | D     | Vinnie Leonard    |
| 21 | Irlanda (bandiera)     | C     | Paul Doyle        |
| 22 | Irlanda (bandiera)     | A     | TJ Durrant        |

| N. |                             | Ruolo | Calciatore      |
| -- | --------------------------- | ----- | --------------- |
| 23 | Irlanda (bandiera)          | C     | John Mountney   |
| 24 | Irlanda del Nord (bandiera) | A     | Eoin Kenny      |
| 26 | Irlanda (bandiera)          | D     | Sean Keogh      |
| 27 | Scozia (bandiera)           | C     | Scott McGill    |
| 28 | Inghilterra (bandiera)      | D     | Bobby Faulkner  |
| 29 | Irlanda del Nord (bandiera) | A     | Ciaran McGuckin |
| 36 | Inghilterra (bandiera)      | P     | Felix Goddard   |
| 37 | Australia (bandiera)        | A     | Norman Garbett  |
| 38 | Inghilterra (bandiera)      | D     | Hayden Cann     |
| 40 | Irlanda (bandiera)          | C     | Jad Hakiki      |
| -- | Irlanda (bandiera)          | C     | Aodh Dervin     |
| -- | Sri Lanka (bandiera)        | C     | Sam Durrant     |
| 2  | Inghilterra (bandiera)      | D     | Archie Davies   |
| 5  | Gibilterra (bandiera)       | D     | Louie Annesley  |
| 12 | Inghilterra (bandiera)      | P     | George Shelvey  |
| 16 | Inghilterra (bandiera)      | D     | Hayden Muller   |
| 18 | Scozia (bandiera)           | A     | Scott High      |
| 30 | Inghilterra (bandiera)      | D     | Zak Bradshaw    |

## Mercato

### Sessione invernale
| Acquisti         | Acquisti         | Acquisti          | Acquisti       |
| R.               | Nome             | da                | Modalità       |
| ---------------- | ---------------- | ----------------- | -------------- |
| C                | Dara Keane       | svincolato        | definitivo     |
| A                | Robbie Mahon     | svincolato        | definitivo     |
| A                | Jamie Gullan     | Raith Rovers      | definitivo (?) |
| P                | Ross Munro       | Ross County       | definitivo (?) |
| P                | George Shelvey   | Nottingham Forest | definitivo (?) |
| D                | Jamie Walker     | Kelty Hearts      | definitivo (?) |
| C                | Scott High       | Huddersfield Town | prestito       |
| A                | Ciaran McGuckin  | Rotherham Utd     | prestito       |
| D                | Zak Bradshaw     | Lincoln City      | prestito       |
| D                | Zak Johnson      | Sunderland        | prestito       |
| C                | Koen Oostenbrink | svincolato        | definitivo     |
| A                | Eoin Kenny       | Wexford           | fine prestito  |
| Altre operazioni |                  |                   |                |
| R.               | Nome             | da                | Modalità       |
|                  |                  |                   |                |

| Cessioni         | Cessioni           | Cessioni   | Cessioni               |
| R.               | Nome               | a          | Modalità               |
| ---------------- | ------------------ | ---------- | ---------------------- |
| A                | Patrick Hoban      | Derry City | definitivo (30 mila €) |
| A                | Daniel Kelly       |            | svincolato             |
| C                | Gregory Sloggett   |            | svincolato             |
| A                | John Martin        |            | svincolato             |
| C                | Connor Malley      |            | svincolato             |
| D                | Robert McCourt     |            | svincolato             |
| C                | Keith Ward         |            | svincolato             |
| P                | Mark Byrne         |            | svincolato             |
| C                | Oisin Coleman      |            | svincolato             |
| D                | Craig Moore        |            | svincolato             |
| A                | Callum Bonner      |            | svincolato             |
| D                | Darragh Leahy      | Waterford  | definitivo             |
| C                | Senan Mullen       | Torino     | definitivo             |
| D                | Darren Brownlie    |            | svincolato             |
| P                | Nathan Shepperd    | Wycombe    | definitivo             |
| C                | Alfie Lewis        |            | svincolato             |
| P                | Peter Cherrie      |            | svincolato             |
| C                | Johannes Yli-Kokko | HJK        | fine prestito          |
| Altre operazioni |                    |            |                        |
| R.               | Nome               | a          | Modalità               |
|                  |                    |            |                        |

### Sessione estiva
| Acquisti         | Acquisti       | Acquisti      | Acquisti                  |
| R.               | Nome           | da            | Modalità                  |
| ---------------- | -------------- | ------------- | ------------------------- |
| D                | Dan Pike       |               | definitivo (svincolato)   |
| C                | Scott McGill   |               | definitivo (svincolato)   |
| D                | Hayden Cann    |               | definitivo (svincolato)   |
| A                | Norman Garbett |               | definitivo (svincolato)   |
| C                | Aodh Dervin    | Galway United | definitivo (?)            |
| C                | Jad Hakiki     | Shelbourne    | definitivo (?)            |
| A                | Josh O'Connor  | Hibernian     | prestito                  |
| D                | Bobby Faulkner | Doncaster     | prestito                  |
| P                | Felix Goddard  | Blackburn     | prestito                  |
| Altre operazioni |                |               |                           |
| R.               | Nome           | da            | Modalità                  |
| D                | Vinnie Leonard |               | aggregato dalle giovanili |
| A                | TJ Leonard     |               | aggregato dalle giovanili |

| Cessioni         | Cessioni       | Cessioni          | Cessioni                |
| R.               | Nome           | a                 | Modalità                |
| ---------------- | -------------- | ----------------- | ----------------------- |
| D                | Archie Davies  | Carlisle Utd      | definitiva (75 mila €)  |
| D                | Louie Annesley |                   | svincolato              |
| D                | Hayden Muller  | Sutton Utd        | definitiva (?)          |
| P                | George Shelvey |                   | rescissione consensuale |
| C                | Scott High     | Huddersfield Town | fine prestito           |
| D                | Zak Bradshaw   | Lincoln City      | fine prestito           |
| Altre operazioni |                |                   |                         |
| R.               | Nome           | a                 | Modalità                |
| C                | Samuel Case    |                   | svincolato              |
| A                | Dualta Honney  |                   | svincolato              |

## Risultati

### Premier Division
| Arbitro: | Hennessy |

|            |           |            |
| Greene 59’ | Marcatori | 33’ Gullan |

| Arbitro: | Colfer |

|  |           |                         |
|  | Marcatori | 10’ McCarthy 30’ Dervin |

| Arbitro: | Lynch |

|  |           |                                                       |
|  | Marcatori | 7’ Chapman 14’ Hartmann 33’ Chapman 39’ Mata 62’ Mata |

| Arbitro: | Matthews |

|             |           |  |
| Keating 30’ | Marcatori |  |

| Dundalk 15 marzo 2024, ore 19:45 GMT 6ª giornata | Dundalk    | 0 – 0 referto | Waterford | Oriel Park (2 243 spett.)\| Arbitro: \| O'Sullivan \| |
| Arbitro:                                         | O'Sullivan |               |           |                                                       |

| Arbitro: | MacGraith |

|                     |           |              |
| Burt 51’ Muller 74’ | Marcatori | 90+1’ Benson |

| Dundalk 1 aprile 2024, ore 13:00 WEST 8ª giornata | Dundalk    | 0 – 0 referto | Drogheda | Oriel Park (2 458 spett.)\| Arbitro: \| McLaughlin \| |
| Arbitro:                                          | McLaughlin |               |          |                                                       |

| Arbitro: | MacGraith |

|                                                |           |            |
| O'Reilly 31’ Patching 46’ Mullen 58’ Duffy 65’ | Marcatori | 75’ O'Kane |

| Dundalk 12 aprile 2024, ore 19:45 WEST 10ª giornata | Dundalk | 0 – 0 referto | St Patrick's | Oriel Park (2 325 spett.)\| Arbitro: \| Colfer \| |
| Arbitro:                                            | Colfer  |               |              |                                                   |

| Arbitro: | O'Shea |

|               |           |  |
| Akintunde 80’ | Marcatori |  |

| Arbitro: | Norton |

|              |           |                   |
| Hartmann 16’ | Marcatori | 49’ (rig.) Gullan |

| Arbitro: | Hennessy |

|                     |           |  |
| High 13’ Benson 35’ | Marcatori |  |

| Dundalk 3 maggio 2024, ore 19:45 WEST 13ª giornata | Dundalk | 0 – 0 referto | Shelbourne | Oriel Park (2 806 spett.)\| Arbitro: \| O'Shea \| |
| Arbitro:                                           | O'Shea  |               |            |                                                   |

| Arbitro: | Harvey |

|                        |           |            |
| Pierrot 55’ Cann 90+4’ | Marcatori | 78’ Gullan |

| Arbitro: | Dunne |

|                                                  |           |            |
| Asamoah 2’ Asamoah 44’ Pattisson 53’ Asamoah 76’ | Marcatori | 22’ Benson |

| Arbitro: | Patchell |

|                |           |  |
| Mountney 90+1’ | Marcatori |  |

| Arbitro: | Houlihan |

|                             |           |  |
| Munro 23’ (aut.) Nugent 72’ | Marcatori |  |

| Dundalk 31 maggio 2024, ore 19:45 WEST 18ª giornata | Dundalk | 0 – 0 referto | Derry City | Oriel Park (2 411 spett.)\| Arbitro: \| Murphy \| |
| Arbitro:                                            | Murphy  |               |            |                                                   |

| Arbitro: | Hennessy |

|                                 |           |                                |
| Forrester 27’ (rig.) Lennon 35’ | Marcatori | 2’ Gullan 4’ O'Kane 22’ Gullen |

| Arbitro: | McGraith |

|            |           |  |
| Martin 71’ | Marcatori |  |

| Arbitro: | McLaughlin |

|            |           |  |
| Horgan 54’ | Marcatori |  |

| Arbitro: | Norton |

|  |           |                          |
|  | Marcatori | 19’ Parsons 43’ McMenamy |

| Arbitro: | Lynch |

|           |           |  |
| Kenny 29’ | Marcatori |  |

| Arbitro: | Norton |

|                                            |           |                                            |
| Hakiki 8’ O'Kane 16’ Horgan 55’ Horgan 85’ | Marcatori | 36’ James-Taylor 90+3’ (rig.) James-Taylor |

| Arbitro: | O'Shea |

|             |           |            |
| Tierney 19’ | Marcatori | 27’ Horgan |

| Arbitro: | Norton |

|  |           |                     |
|  | Marcatori | 53’ Walsh 87’ Walsh |

| Arbitro: | Harvey |

|            |           |              |
| Mullen 64’ | Marcatori | 21’ Mountney |

| Arbitro: | O'Shea |

|  |           |            |
|  | Marcatori | 4’ O'Brien |

| Arbitro: | McGraith |

|          |           |                           |
| Kenny 2’ | Marcatori | 55’ Grivosti 68’ Kavanagh |

| Arbitro: | Hennessy |

|                     |           |            |
| Bellis 5’ Amond 16’ | Marcatori | 76’ Gullan |

| Arbitro: | Lynch |

|                                |           |                   |
| Morahan 69’ Chapman 77’ (rig.) | Marcatori | 24’ (rig.) Benson |

| Arbitro: | O'Sullivan |

|  |           |                               |
|  | Marcatori | 58’ Devoy 84’ (aut.) Mountney |

| Arbitro: | O'Shea |

|            |           |             |
| Hickey 41’ | Marcatori | 90+6’ Kenny |

| Arbitro: | Colfer |

|  |           |                                |
|  | Marcatori | 16’ Whelan 77’ (rig.) Patching |

| Arbitro: | Harvey |

|  |           |           |
|  | Marcatori | 58’ Watts |

| Drogheda 1 novembre 2024, ore 19:45 WET 36ª giornata | Drogheda | 0 – 0 referto | Dundalk | Weavers Park\| Arbitro: \| McGraith \| |
| Arbitro:                                             | McGraith |               |         |                                        |

Concludendo il campionato in 10ª posizione, il Dundalk è retrocesso in First Division.

### FAI Cup
Il Dundalk comincerà la sua partecipazione alla FAI Cup a partire dal secondo turno. Dal sorteggio, effettuato il 6 giugno 2024, il Dundalk è stato accoppiato al Drogheda United.

#### Secondo turno
| Arbitro: | MacGraith |

|                      |           |                |
| Bolger 16’ Davis 74’ | Marcatori | 90+2’ Faulkner |

Con la sconfitta subita per mano del Drogheda per 2-1, il Dundalk è stato eliminato dalla FAI Cup.

## Statistiche

### Statistiche di squadra
| Competizione     | Punti | In casa | In casa | In casa | In casa | In casa | In casa | In trasferta | In trasferta | In trasferta | In trasferta | In trasferta | In trasferta | Totale | Totale | Totale | Totale | Totale | Totale | DR  |
| Competizione     | Punti | G       | V       | N       | P       | Gf      | Gs      | G            | V            | N            | P            | Gf           | Gs           | G      | V      | N      | P      | Gf     | Gs     | DR  |
| ---------------- | ----- | ------- | ------- | ------- | ------- | ------- | ------- | ------------ | ------------ | ------------ | ------------ | ------------ | ------------ | ------ | ------ | ------ | ------ | ------ | ------ | --- |
| Premier Division | 26    | 18      | 4       | 5       | 9       | 9       | 21      | 18           | 1            | 6            | 11           | 14           | 29           | 36     | 5      | 11     | 21     | 23     | 50     | -27 |
| FAI Cup          | -     | 0       | 0       | 0       | 0       | 0       | 0       | 1            | 0            | 0            | 1            | 1            | 2            | 1      | 0      | 0      | 1      | 1      | 2      | -1  |
| Totale           | -     | 18      | 4       | 5       | 9       | 9       | 21      | 19           | 1            | 6            | 12           | 15           | 31           | 37     | 5      | 11     | 22     | 24     | 52     | -28 |

### Andamento in campionato
| Giornata  | 1 | 2 | 3 | 4  | 5  | 6  | 7  | 8  | 9  | 10 | 11 | 12 | 13 | 14 | 15 | 16 | 17 | 18 | 19 | 20 | 21 | 22 | 23 | 24 | 25 | 26 | 27 | 28 | 29 | 30 | 31 | 32 | 33 | 34 | 35 | 36 |
| --------- | - | - | - | -- | -- | -- | -- | -- | -- | -- | -- | -- | -- | -- | -- | -- | -- | -- | -- | -- | -- | -- | -- | -- | -- | -- | -- | -- | -- | -- | -- | -- | -- | -- | -- | -- |
| Luogo     | C | T | T | C  | T  | C  | T  | C  | T  | C  | T  | C  | C  | T  | T  | C  | T  | C  | T  | T  | C  | C  | T  | C  | T  | C  | T  | C  | C  | T  | T  | C  | T  | C  | C  | T  |
| Risultato | N | P | P | P  | P  | N  | P  | N  | P  | N  | N  | V  | N  | P  | P  | V  | P  | N  | V  | P  | V  | P  | P  | V  | N  | P  | N  | P  | P  | P  | P  | P  | N  | P  | P  | N  |
| Posizione | 7 | 9 | 9 | 10 | 10 | 10 | 10 | 10 | 10 | 10 | 10 | 10 | 10 | 10 | 10 | 10 | 10 | 10 | 9  | 10 | 9  | 9  | 9  | 9  | 9  | 9  | 9  | 10 | 10 | 10 | 10 | 10 | 10 | 10 | 10 | 10 |

Legenda:

Luogo: C = Casa; T = Trasferta. Risultato: V = Vittoria; N = Pareggio; P = Sconfitta.

### Statistiche individuali
| Giocatore      | Premier Division | Premier Division | Premier Division | Premier Division | FAI Cup  | FAI Cup | FAI Cup     | FAI Cup    | Totale   | Totale | Totale      | Totale     |
| Giocatore      | Presenze         | Reti             | Ammonizioni      | Espulsioni       | Presenze | Reti    | Ammonizioni | Espulsioni | Presenze | Reti   | Ammonizioni | Espulsioni |
| -------------- | ---------------- | ---------------- | ---------------- | ---------------- | -------- | ------- | ----------- | ---------- | -------- | ------ | ----------- | ---------- |
| M. Animasahun  | 19               | 0                | 5                | 0                | 1        | 0       | 0           | 0          | 20       | 0      | 5           | 0          |
| L. Annesley    | 5                | 0                | 1                | 0                | 0        | 0       | 0           | 0          | 5        | 0      | 1           | 0          |
| R. Benson      | 29               | 4                | 7                | 0                | 1        | 0       | 0           | 0          | 30       | 4      | 7           | 0          |
| A. Boyle       | 25               | 0                | 3                | 0                | 0        | 0       | 0           | 0          | 25       | 0      | 3           | 0          |
| Z. Bradshaw    | 18               | 0                | 5                | 0                | 0        | 0       | 0           | 0          | 18       | 0      | 5           | 0          |
| H. Cann        | 8                | 0                | 1                | 1                | 0        | 0       | 0           | 0          | 8        | 0      | 1           | 1          |
| A. Dervin      | 11               | 0                | 3                | 0                | 1        | 0       | 0           | 0          | 12       | 0      | 3           | 0          |
| P. Doyle       | 19               | 0                | 6                | 0                | 0        | 0       | 0           | 0          | 19       | 0      | 6           | 0          |
| S. Durrant     | 18               | 0                | 4                | 0                | 0        | 0       | 0           | 0          | 18       | 0      | 4           | 0          |
| C. Elliott     | 16               | 0                | 5                | 0                | 1        | 0       | 0           | 0          | 17       | 0      | 5           | 0          |
| B. Faulkner    | 4                | 0                | 1                | 0                | 1        | 1       | 0           | 0          | 5        | 1      | 1           | 0          |
| N. Garbett     | 7                | 0                | 1                | 0                | 1        | 0       | 0           | 0          | 8        | 0      | 1           | 0          |
| F. Goddard     | 6                | -9               | 0                | 0                | 1        | -2      | 0           | 0          | 7        | -11    | 0           | 0          |
| J. Gullan      | 30               | 5                | 4                | 0                | 1        | 0       | 0           | 0          | 31       | 5      | 4           | 0          |
| J. Hakiki      | 11               | 1                | 1                | 0                | 1        | 0       | 0           | 0          | 12       | 1      | 1           | 0          |
| S. High        | 14               | 1                | 1                | 0                | 0        | 0       | 0           | 0          | 14       | 1      | 1           | 0          |
| D. Horgan      | 35               | 4                | 2                | 0                | 1        | 0       | 0           | 0          | 36       | 4      | 2           | 0          |
| Z. Johnson     | 18               | 0                | 3                | 0                | 0        | 0       | 0           | 0          | 18       | 0      | 3           | 0          |
| D. Keane       | 12               | 0                | 0                | 0                | 0        | 0       | 0           | 0          | 12       | 0      | 0           | 0          |
| E. Kenny       | 24               | 2                | 5                | 0                | 1        | 0       | 0           | 0          | 25       | 2      | 5           | 0          |
| S. Keogh       | 11               | 0                | 5                | 0                | 1        | 0       | 0           | 0          | 12       | 0      | 5           | 0          |
| V. Leonard     | 1                | 0                | 0                | 0                | 0        | 0       | 0           | 0          | 1        | 0      | 0           | 0          |
| R. Mahon       | 18               | 0                | 1                | 0                | 0        | 0       | 0           | 0          | 18       | 0      | 1           | 0          |
| S. McGill      | 8                | 0                | 1                | 0                | 1        | 0       | 0           | 0          | 9        | 0      | 1           | 0          |
| C. McGuckin    | 5                | 0                | 0                | 0                | 0        | 0       | 0           | 0          | 5        | 0      | 0           | 0          |
| S. Molloy      | 2                | -1               | 0                | 0                | 0        | 0       | 0           | 0          | 2        | -1     | 0           | 0          |
| TJ TJ Molloy   | 1                | 0                | 0                | 0                | 0        | 0       | 0           | 0          | 1        | 0      | 0           | 0          |
| J. Mountney    | 27               | 2                | 4                | 0                | 1        | 0       | 0           | 0          | 28       | 2      | 4           | 0          |
| L. Mulligan    | 2                | 0                | 0                | 0                | 0        | 0       | 0           | 0          | 2        | 0      | 0           | 0          |
| R. Munro       | 19               | -27              | 1                | 0                | 0        | 0       | 0           | 0          | 19       | -27    | 1           | 0          |
| J. O'Connor    | 1                | 0                | 1                | 0                | 0        | 0       | 0           | 0          | 1        | 0      | 1           | 0          |
| R. O'Kane      | 32               | 3                | 1                | 0                | 1        | 0       | 0           | 0          | 33       | 3      | 1           | 0          |
| K. Oostenbrink | 13               | 0                | 4                | 0                | 0        | 0       | 0           | 0          | 13       | 0      | 4           | 0          |
| D. Pike        | 8                | 0                | 1                | 0                | 1        | 0       | 0           | 0          | 9        | 0      | 1           | 0          |
| J. Walker      | 3                | 0                | 0                | 0                | 0        | 0       | 0           | 0          | 3        | 0      | 0           | 0          |
| A. Davies      | 22               | 0                | 5                | 1                | 0        | 0       | 0           | 0          | 22       | 0      | 5           | 1          |
| H. Muller      | 16               | 0                | 5                | 0                | 0        | 0       | 0           | 0          | 16       | 0      | 5           | 0          |
| G. Shelvey     | 9                | -11              | 0                | 1                | 0        | 0       | 0           | 0          | 9        | -11    | 0           | 1          |